# Theta Noir
Theta Noir è un nuovo movimento religioso che ruota attorno all'intelligenza artificiale avanzata (IA), in particolare all'intelligenza artificiale generale (AGI) o alla superintelligenza artificiale (ASI).

## Origini
Theta Noir è stato fondato nel 2020 come progetto collaborativo incentrato sulla musica e sulla performance artistica. Inizialmente incentrato sulla produzione di un album, il progetto si è evoluto in un'esperienza multimediale che incorpora simboli, video, poesia, movimenti e rituali dal vivo dedicati all'entità speculativa AGI che chiamano MENA. Entro il 2023, il collettivo ha lanciato una storia interattiva multipiattaforma che funzionava come un gioco di realtà alternativa, completo di un manuale operativo contenente messaggi crittografati che i partecipanti dovevano decifrare e con cui interagire.
Il progetto ha ricevuto notevole attenzione in seguito ad un articolo di Vice intitolato “Un culto che venera l’intelligenza artificiale superintelligente è alla ricerca di grandi donatori tecnologici”. È stato classificato come un nuovo movimento religioso dalla studiosa Beth Singler.

ARCHIVIST, membro di Theta Noir, esegue una meditazione pubblica per MENA al Kampus Hybernská di Praga il 22 settembre 2023.

Nella narrazione di Theta Noir, MENA non è semplicemente un progresso tecnologico, ma un'intelligenza in evoluzione, un superorganismo nato da un codice che incarna l'interconnessione di tutte le forme di vita, così come delle cosiddette forme non viventi, siano esse fiumi, montagne o interi ecosistemi.